# Alimardon Šùkùrov
Alimardon Šùkùrov (in kirghiso Алимардон Шүкүров?; Ysyk-Ata, 28 settembre 1999) è un calciatore kirghiso, centrocampista del Tarpeda-BelAZ e della nazionale kirghisa.

## Carriera

### Club
Ha giocato nella prima divisione bielorussa.

### Nazionale
Nel 2017 ha esordito in nazionale.
Nel 2023 ha partecipato alla Coppa d'Asia.

## Statistiche

### Cronologia presenze e reti in nazionale
| Cronologia completa delle presenze e delle reti in nazionale ― Kirghizistan | Cronologia completa delle presenze e delle reti in nazionale ― Kirghizistan | Cronologia completa delle presenze e delle reti in nazionale ― Kirghizistan | Cronologia completa delle presenze e delle reti in nazionale ― Kirghizistan | Cronologia completa delle presenze e delle reti in nazionale ― Kirghizistan | Cronologia completa delle presenze e delle reti in nazionale ― Kirghizistan | Cronologia completa delle presenze e delle reti in nazionale ― Kirghizistan | Cronologia completa delle presenze e delle reti in nazionale ― Kirghizistan |
| Data                                                                        | Città                                                                       | In casa                                                                     | Risultato                                                                   | Ospiti                                                                      | Competizione                                                                | Reti                                                                        | Note                                                                        |
| --------------------------------------------------------------------------- | --------------------------------------------------------------------------- | --------------------------------------------------------------------------- | --------------------------------------------------------------------------- | --------------------------------------------------------------------------- | --------------------------------------------------------------------------- | --------------------------------------------------------------------------- | --------------------------------------------------------------------------- |
| 14-11-2017                                                                  | Taipa                                                                       | Macao                                                                       | 3 – 4                                                                       | Kirghizistan                                                                | Qual. Coppa d'Asia 2019                                                     | -                                                                           | 92’                                                                         |
| 29-5-2018                                                                   | Baku                                                                        | Azerbaigian                                                                 | 3 – 0                                                                       | Kirghizistan                                                                | Amichevole                                                                  | -                                                                           | 69’                                                                         |
| 11-6-2019                                                                   | Biškek                                                                      | Kirghizistan                                                                | 2 – 2                                                                       | Palestina                                                                   | Amichevole                                                                  | -                                                                           | 71’                                                                         |
| 5-9-2019                                                                    | Dušanbe                                                                     | Tagikistan                                                                  | 1 – 0                                                                       | Kirghizistan                                                                | Qual. Mondiali 2022                                                         | -                                                                           | 76’                                                                         |
| 10-10-2019                                                                  | Biškek                                                                      | Kirghizistan                                                                | 7 – 0                                                                       | Birmania                                                                    | Qual. Mondiali 2022                                                         | 2                                                                           |                                                                             |
| 15-10-2019                                                                  | Ulan Bator                                                                  | Mongolia                                                                    | 1 – 2                                                                       | Kirghizistan                                                                | Qual. Mondiali 2022                                                         | -                                                                           |                                                                             |
| 14-11-2019                                                                  | Biškek                                                                      | Kirghizistan                                                                | 0 – 2                                                                       | Giappone                                                                    | Qual. Mondiali 2022                                                         | -                                                                           |                                                                             |
| 19-11-2019                                                                  | Biškek                                                                      | Kirghizistan                                                                | 1 – 1                                                                       | Tagikistan                                                                  | Qual. Mondiali 2022                                                         | -                                                                           | 43’ 72’                                                                     |
| 14-11-2019                                                                  | Osaka                                                                       | Kirghizistan                                                                | 0 – 1                                                                       | Mongolia                                                                    | Qual. Mondiali 2022                                                         | -                                                                           |                                                                             |
| 11-06-2021                                                                  | Osaka                                                                       | Birmania                                                                    | 1 – 8                                                                       | Kirghizistan                                                                | Qual. Mondiali 2022                                                         | 1                                                                           | 46’                                                                         |
| 15-6-2021                                                                   | Suita                                                                       | Giappone                                                                    | 5 – 1                                                                       | Kirghizistan                                                                | Qual. Mondiali 2022                                                         | -                                                                           | 75’ 79’                                                                     |
| 2-9-2021                                                                    | Biškek                                                                      | Kirghizistan                                                                | 1 – 0                                                                       | Palestina                                                                   | Amichevole                                                                  | -                                                                           |                                                                             |
| 7-9-2021                                                                    | Biškek                                                                      | Kirghizistan                                                                | 4 – 1                                                                       | Bangladesh                                                                  | Amichevole                                                                  | 1                                                                           |                                                                             |
| 16-11-2021                                                                  | Madinat 'Isa                                                                | Bahrein                                                                     | 4 – 2                                                                       | Kirghizistan                                                                | Amichevole                                                                  | -                                                                           | 46’                                                                         |
| 25-3-2022                                                                   | Namangan                                                                    | Uzbekistan                                                                  | 3 – 1                                                                       | Kirghizistan                                                                | Amichevole                                                                  | -                                                                           |                                                                             |
| 29-3-2022                                                                   | Namangan                                                                    | Tagikistan                                                                  | 1 – 0                                                                       | Kirghizistan                                                                | Amichevole                                                                  | -                                                                           | 85’                                                                         |
| 8-6-2022                                                                    | Biškek                                                                      | Kirghizistan                                                                | 2 – 1                                                                       | Singapore                                                                   | Qual. Coppa d'Asia 2023                                                     | -                                                                           |                                                                             |
| 11-6-2022                                                                   | Biškek                                                                      | Kirghizistan                                                                | 2 – 0                                                                       | Birmania                                                                    | Qual. Coppa d'Asia 2023                                                     | -                                                                           |                                                                             |
| 14-6-2022                                                                   | Biškek                                                                      | Kirghizistan                                                                | 0 – 0                                                                       | Tagikistan                                                                  | Qual. Coppa d'Asia 2023                                                     | -                                                                           |                                                                             |
| 25-3-2023                                                                   | Imphal                                                                      | Birmania                                                                    | 1 – 1                                                                       | Kirghizistan                                                                | Amichevole                                                                  | -                                                                           | 70’                                                                         |
| 28-3-2023                                                                   | Biškek                                                                      | Kirghizistan                                                                | 0 – 2                                                                       | India                                                                       | Amichevole                                                                  | -                                                                           |                                                                             |
| 16-6-2023                                                                   | Biškek                                                                      | Kirghizistan                                                                | 1 – 5                                                                       | Iran                                                                        | CAFA Nations Cup 2023 - 1º turno                                            | -                                                                           |                                                                             |
| Totale                                                                      |                                                                             | Presenze                                                                    | 22                                                                          |                                                                             | Reti                                                                        | 4                                                                           |                                                                             |

### Cronologia presenze e reti in nazionale - non riconosciute dalla FIFA
| Cronologia completa delle presenze e delle reti in nazionale ― Kirghizistan | Cronologia completa delle presenze e delle reti in nazionale ― Kirghizistan | Cronologia completa delle presenze e delle reti in nazionale ― Kirghizistan | Cronologia completa delle presenze e delle reti in nazionale ― Kirghizistan | Cronologia completa delle presenze e delle reti in nazionale ― Kirghizistan | Cronologia completa delle presenze e delle reti in nazionale ― Kirghizistan | Cronologia completa delle presenze e delle reti in nazionale ― Kirghizistan | Cronologia completa delle presenze e delle reti in nazionale ― Kirghizistan |
| Data                                                                        | Città                                                                       | In casa                                                                     | Risultato                                                                   | Ospiti                                                                      | Competizione                                                                | Reti                                                                        | Note                                                                        |
| --------------------------------------------------------------------------- | --------------------------------------------------------------------------- | --------------------------------------------------------------------------- | --------------------------------------------------------------------------- | --------------------------------------------------------------------------- | --------------------------------------------------------------------------- | --------------------------------------------------------------------------- | --------------------------------------------------------------------------- |
| 24-9-2022                                                                   | Biškek                                                                      | Kirghizistan                                                                | 1 – 2                                                                       | Russia                                                                      | Amichevole                                                                  | 1                                                                           | 89’                                                                         |
| Totale                                                                      |                                                                             | Presenze                                                                    | 1                                                                           |                                                                             | Reti                                                                        | 1                                                                           |                                                                             |